# Veliki Poganac
Veliki Poganac falu Horvátországban Kapronca-Kőrös megyében. Közigazgatásilag Apajkeresztúrhoz tartozik.

## Fekvése
Kaproncától 18 km-re nyugatra, községközpontjától 8 km-re délnyugatra, a Kemléki-hegység völgyében fekszik.

## Története
1857-ben 365, 1910-ben  658 lakosa volt. 1920-ig Varasd vármegye Ludbregi járásához tartozott. 2001-ben 276 lakosa volt.

## Nevezetességei
Szent György tiszteletére szentelt pravoszláv templomát 1722 körül emelték egyhajós épületként, lekerekített szentéllyel. A főhomlokzat előtt egy téglakapu, zsindelyes tetővel. A harangtorony a főhomlokzat előtt áll. A hajó csehsüvegesboltozattal van befedve. A berendezés legértékesebb darabja a rokokó motívumokkal díszített nagy ikonosztáz. Az ikonokat Jovan Četirević Grabovan festette 1779-ben.